# Кэри, Тони
Тони Кэри (англ. Tony Carey; полное имя Энтони Лоренс Кэри, англ. Anthony Lawrence Carey; род. 16 октября 1953, Терлок, Калифорния, США) — американский музыкант-мультиинструменталист, вокалист, продюсер, композитор. Начинал карьеру как клавишник группы «Rainbow». После «Rainbow» выступал как сольный артист и сессионный музыкант.

## Биография
Родился 16 октября 1953, в городе Терлок, Калифорния, США.
Уже в раннем возрасте Тони стал проявлять склонность к музыке. Почти самоучкой он осваивал пианино и в семь вполне мог сыграть что-то наподобие «Christmas Carol». Музицирование продолжалось ещё три года, пока его отец не убедился, что увлечение сына музыкой не сиюминутная забава. Тогда он организовал для Тони уроки, и последующие семь лет младший Кэри осваивал технику игры на гитаре, бас-гитаре и искусство вокала. Первое выступление на публике состоялось когда Тони было 11 лет.
Семейство Кэри к тому времени перебралось в Коннектикут, где Тони и окончил среднюю школу. Тогда же он с двумя приятелями создал группу «Blessings». Группе в скором времени удалось подписать контракт с ABC Records. В скором времени группа переехала в Голливуд чтобы начать запись дебютного альбома, но семь месяцев работы пошли насмарку — команда разругалась с продюсером, контракт был расторгнут и «Blessings», после череды кадровых замен, развалились. Однако Тони Кэри повезло — как-то раз, когда он играл в студии на органе, его приметил Ричи Блэкмор. Человек в чёрном, искавший в то время новых рекрутов для своего проекта, пригласил Тони клавишником в «Rainbow».
После крупномасштабного концертного турне Rainbow в феврале 1976 года приступила к записи альбома «Rising». Альбом вышел в марте и получил благожелательные отзывы как критиков, так и слушателей. Через год Rainbow приступили к записи следующего альбома, но записать его тогда не удалось. Вместо него вышел концертный альбом «On Stage», записанный летом 1977 года, а после Тони Кэри и бас-гитарист Марк Кларк были уволены из группы.
После ухода из «Rainbow» музыкант решил сосредоточиться на сессионной работе и некоторое время сотрудничал с такими артистами как Пэт Трэверс и Бадди Майлз. В 1978 году Тони пришло предложение поработать в Германии, и он перебрался туда на постоянное жительство. Там он познакомился с продюсером Петером Хауке, с которым Кэри после долгое время сотрудничал. Петер предоставил Тони в распоряжение собственную студию, и тот в свободное время записывал там свой материал, рассчитывая начать сольную карьеру.
В 1982 году с помощью Хауке выпустил шесть альбомов (почти все они вышли на лейбле Хауке X-Records). Некоторые из них были инструментальными, но в основном на пластинках звучали песни с вокалом Кэри.
В дальнейшем Кэри начал сотрудничать и с другими фирмами, Geffen и MCA Records. С 1983 года Тони кроме пластинок под собственным именем начал выпускать диски под маркой Planet P Project. Как раз в этот период Кэри и обрёл международный успех, причём как соло, так и в Planet P. Свидетельством тому стали чартовые композиции «A fine, fine day», «First day of summer» и «Why me?».
В 2016 году Тони Кэри создал проект под названием Tony Carey’s Rainbow Project: The Dio Years, в состав которого вошёл норвежский вокалист Оге Стен Нильсен (норв. Åge Sten Nilsen), которого потом заменил бывший фронтмен Rainbow Дуги Уайт.

## Альбомы
Rainbow
- 1976 — «Rainbow Rising»
- 1977 — «On Stage» (1976)
- 1990 — «Live in Germany’ 76» (1976)

Сольные работы
- 1982 — Yellow Power (instrumental)
- 1982 — In The Absence Of The Cat
- 1982 — I Won’t Be Home Tonight
- 1982 — Explorer (instrumental)
- 1982 — Heaven (instrumental)
- 1982 — No Human (instrumental)
- 1984 — Some Tough City
- 1984 — T.C.P. (instrumental)
- 1985 — Blue Highway
- 1987 — Bedtime Story (Soundtrack «Der Joker»)
- 1989 — Wilder Westen Inclusive (Soundtrack)
- 1989 — The Story So Far
- 1989 — For You
- 1990 — Storyville
- 1992 — The Long Road
- 1993 — For You (Best of)
- 1993 — Rare Tracks
- 1994 — Cold War Kids
- 1997 — A Fine Fine Day
- 1999 — The Boystown Tapes
- 1999 — Gefangen im Jemen
- 2000 — Retrospective 1982—1999
- 2004 — Island & Deserts
- 2006 — The Boystown Tapes (reissued)
- 2006 — The Voyager Files (instrumental)
- 2006 — Live in Sweden 2006 — volume 1
- 2008 — Only The Young Die Good
- 2009 — The New Machine
- 2010 — Rewind
- 2010 — Stanislaus County Kid
- 2019 — Lucky Us

Planet P Project
- 1983 — Planet P Project[англ.]
- 1984 — Pink World[англ.]
- 2003 — Go Out Dancing Part 1: 1931
- 2008 — Go Out Dancing Part 2: Levittown
- 2009 — Go Out Dancing Part 3: Out In The Rain
- 2013 — Steeltown 2013

## DVD
- 2006 — A candlelight evening — Live in Sweden, 2005 (self released)